# Haïkal Zakaria
Haïkal Zakaria alias Alkanto est un acteur, réalisateur et homme politique tchadien. Il a été le Ministre de la Culture, de la Jeunesse et des Sports.

## Biographie
Haïkal Zakaria est connu pour son interprétation d'un commandant de l'armée. Alkanto ». Il y incarne un personnage haut gradé de l'armée, analphabète, sévère et corrompu. Depuis, il a enchaîné plusieurs rôles dans divers films.

## Filmographie

### Cinéma

#### Longs métrages
- 2000 : Daresalam d’Issa Serge Coelo : Djimi
- 2023 : Diya, le prix du sang d’Achille Ronaimou :

#### Courts métrages
- 2019 : Double jeu

## Distinctions
- 2025 Prix de la « Célébrité africaine » au FESPACO 2025[5]